# Contea di Scotland (Missouri)
La contea di Scotland in inglese Scotland County è una contea dello Stato del Missouri, negli Stati Uniti. La popolazione al censimento del 2000 era di 4 983 abitanti. Il capoluogo di contea è Memphis